# Kontinentalna vojska
Kontinentalna vojska ali armada je bila vojska Združenih kolonij, ki je predstavljala Trinajst kolonij in pozneje Združene države Amerike med ameriško revolucionarno vojno. Ustanovljena je bila 14. junija 1775 z resolucijo, ki jo je sprejel Drugi kontinentalni kongres, ki se je sestal v Philadelphia, Pensilvanija po izbruhu vojne. Kontinentalna armada je bila ustvarjena, da uskladi vojaške napore kolonij v vojni proti britanski vojski in Britancem, ki so želeli ohraniti nadzor nad ameriškimi kolonijami. General George Washington je bil imenovan za vrhovnega poveljnika Kontinentalne armade in je to funkcijo obdržal skozi celotno vojno.
Kontinentalno armado so dopolnjevale lokalne milice in prostovoljske enote, ki so bile bodisi zveste posameznim državam bodisi drugače neodvisne. Večina Kontinentalne armade je bila razpuščena leta 1783, ko je Pariška pogodba uradno končala vojno. 1. in 2. regiment Kontinentalne armade sta postala osnovna enota za ustanovitev "Legije Združenih držav" leta 1792, ki je na koncu služila kot temelj za ustvarjanje vojsko Združenih držav.

## Nastanek
Kontinentalna armada je obsegala vojake iz vseh Trinajst kolonij in po letu 1776 iz vseh 13 držav. Ameriška revolucionarna vojna se je začela pri Bitka pri Lexingtonu in Concordu, 19. aprila 1775, v času, ko kolonialne revolucionarno niso imele stalne vojske. Prej je vsaka kolonija zanašala na milico, ki je bila sestavljena iz delovnih državljanov-vojakov za lokalno obrambo ali na oblikovanje začasnih provincialnih enot med krizami, kot je Francoska in indijanska vojna 1754–1763. Ko so napetosti z Veliko Britanijo naraščale v letih pred vojno, so kolonisti začeli reformirati svoje milice v pripravah na domnevni potencialni konflikt. Usposabljanje miličničkih članov se je povečalo po sprejetju "Intolerabilnih zakonov" leta 1774. Kolonisti kot Richard Henry Lee so predlagali oblikovanje nacionalne milice, vendar je Prvi kontinentalni kongres zavrnil to idejo.
Dne 23. aprila 1775 je Provincialni kongres Massachusettsa omogočil oblikovanje kolonialne vojske, ki je obsegala 26 regimentov. Nw Hampshire, Rhode Island in Connecticut so kmalu oblikovali podobne, a manjše sile. Dne 14. junija 1775 je Drugi kontinentalni kongres sklenil, da bo nadaljeval z ustanovitvijo Kontinentalne armade za skupno obrambo, prevzel je sile, ki so že bile na voljo zunaj Bostona (22.000 vojakov) in New Yorka (5.000). Oblikoval je tudi prvih deset enot kontinentalskih vojakov z enoletno prijavo, strelce iz Pennsylvania, Maryland in virginia, ki so bili uporabljeni kot lahka pehota. Pennsylvanijski strelci so postali "1. Kontinentalni regiment" v januarju 1776. Dne 15. junija 1775 je kongres soglasno izvolil George Washingtona za vrhovnega poveljnika Kontinentalne armade. Washington je sprejel in služil skozi celotno vojno brez kakršnega koli plačila, razen vračila stroškov. Ko je Kontinentalni kongres vse bolj prevzemal odgovornosti in držo zakonodajnega telesa za suvereno državo, je vloga Kontinentalne armade postala predmet obsežnih razprav. Nekateri Američani so imeli splošno odpor do vzdrževanja stalne vojske; toda na drugi strani so zahteve vojne proti Britancem zahtevale disciplino in organizacijo moderne vojske. Kot rezultat je vojska prešla skozi več ločenih faz, ki jih je zaznamovala uradna razpustitev in reorganizacija enot.

## Ustanovitev
Sile Kontinentalne armade so  vključevale več zaporednih sprememb:
- Kontinentalna armada leta 1775, vsebovala je začetne polke iz Nove Anglije, katere je Washington organiziral v tri divizije, šest brigad in 38 regimentov. Deset regimentov generalmajorja Philipa Schuylerja v New Yorku je bilo poslanih za napad na Kanado.[3]

- Kontinentalna vojska iz leta 1776 je bila reorganizirana po tem, ko je poteklo začetno obdobje vpisovanja vojakov iz vojske leta 1775. Washington je skoraj takoj po tem, ko je sprejel položaj vrhovnega poveljnika, predložil priporočila Kontinentalnemu kongresu, vendar je kongres potreboval čas, da preuči in uresniči ta priporočila. Kljub poskusom, da bi širili bazo za vpis zunaj Nove Anglije, je vojska iz leta 1776 ostala nagnjena proti severovzhodu tako glede svoje sestave kot tudi geografske usmeritve. Ta vojska je imela 36 regimentov, večina je bila standardizirana na en bataljon z 768 moškimi in razdeljena v osem čet, z močjo 640.[3]

- Kontinentalna vojska iz let 1777–1780 je nastala iz več ključnih reform in političnih odločitev, ki so se zgodile, ko je postalo očitno, da Britanci pošiljajo precejšnje sile, da bi končali ameriško revolucijo. Drugi kontinentalni kongres je sprejel "Resolucijo o osemdesetih bataljonih", ki je naročila, da mora vsaka država prispevati bataljone v sorazmerju s svojo populacijo, Washington pa je nato prejel pooblastilo za formiranje dodatnih 16 bataljonov. Pogoji vpisa so bili podaljšani na tri leta ali "do konca vojne", da bi se izognili krizam ob koncu leta, ki so oslabile sile, vključno s skorajšnjim zrušenjem kontinentalne vojske na koncu leta 1776, zaradi poteka roka služenja.[3]

- Kontinentalna vojska iz let 1781–1782 je doživela največjo krizo na ameriški strani vojne. Kongres je bil bankrotiran, kar je zelo otežilo dopolnjevanje vojakov, katerih triletni mandati so potekli. Podpora za vojno je dosegla najnižjo vrednost, Washington pa je moral pomiriti uporne vojake tako v Pensilvanskih kot v New Jerseyskih polkih. Kongres je glasoval za zmanjšanje financiranja vojske, vendar je Washington kljub temu uspel doseči pomembne strateške zmage.[3]

- Kontinentalno vojsko iz let 1783–1784 je nasledila Vojska Združenih držav, ki še vedno obstaja. Ko je bil mir s Britanci obnovljen, je bili večina regimentov razpuščenih na urejen način, čeprav so bili nekateri regimenti že zmanjšani.[3]

## Organizacija

### Upravni organi
Vojaške zadeve je sprva upravljal Drugi kontinentalni kongres v plenarni seji, čeprav so bile posebne zadeve pripravljene s strani številnih ad hoc komisij. Junija 1776 je bila ustanovljena petčlanska stalna komisija, Odbor za vojno in strelivo]], da bi nadomestila ad hoc komisije. Pet članov, ki so oblikovali Odbor, je popolnoma sodelovalo v plenarnih aktivnostih kongresa, pa tudi v drugih komisijah in se niso mogli popolnoma angažirati v administrativnem vodenju Kontinentalne vojske. Nov Odbor vojne je bil zato oblikovan oktobra 1777 iz treh komisarjev, ki niso bili člani kongresa. Kmalu so bili dodani še štirje komisarji, ki niso bili člani kongresa, a oktobra 1778 je bila članstvo omejeno na tri komisarje, ki niso bili člani kongresa in dva komisarja, ki sta bila člana kongresa. V začetku leta 1780 so bili generalni intendant, generalni komisar za nakup in generalni komisar za izdajo postavljeni pod nadzor Odbora. Urad sekretarja za vojno je bil ustanovljen februarja 1781, čeprav urad ni začel svojega dela, dokler Benjamin Lincoln ni prevzel urada oktobra 1781.</ref>

### Poveljnik
15. junija 1775 so delegati Drugega kontinentalnega kongresa, ki se je zbral v današnjem Independence Hall v Filadelfiji, Pensilvanija, soglasno izvolili George Washingtona za komandanta kontinentalne vojske. Washington je sprejel to funkcijo in služil skozi ameriško revolucionarno vojno brez kakršnegakoli plačila, razen povračila stroškov. Washingtona je kot komandanta podpiral adjutant general. Horatio Gates je zasedal to mesto (1775–1776), Joseph Reed (1776–1777), George Weedon in Isaac Budd Dunn (1777), Morgan Connor 1777, Timothy Pickering (1777–1778), Alexander Scammell (1778–1781) in Edward Hand (1781–1783).
Generalni inšpektor je komandantu pomagal z občasnimi pregledi in poročanjem o stanju enot. Prvi je bil Thomas Conway (1777–1778), sledil mu je Baron von Steuben 1778–1784, pod katerim je položaj postal de facto vodja osebja. Generalni tožilec je komandantu pomagal pri upravljanju vojaške pravice, vendar ni tako kot njegov sodobnik dajal pravnih nasvetov. William Tudor je bil prvi imenovani generalni inšpektor. Sledil mu je John Laurance leta 1777 in Thomas Edwards leta 1781 General kadrovske službe je spremljal vsakogar po imenu, ki je služil v vojski. Prvi kadrovik je bil Stephen Moylan. Sledil mu je Gunning Bedford Jr. 1776–1777 in Joseph Ward.

### Teritorialna organizacija
Enote kontinentalne vojske so bile dodeljene kateremu koli od "Departments of the Continental Army" (teritorialnih oddelkov), da bi decentralizirali poveljevanje in administracijo. Na splošno je bilo sedem teritorialnih oddelkov, čeprav so se njihove meje lahko spreminjale in niso vsi obstajali skozi celotno vojno. Oddelek New York (kasneje Severni oddelek) je bil ustvarjen, ko je kongres 15. junija 1775 imenoval Philipa Schuylera za njegovega poveljnika. Južni in Srednji oddelki sta bila dodana februarja 1776. Še več njih je bilo dodanih istega leta. Vsakemu oddelku je poveljeval general, ki ga je imenoval kongres. Pod njegovim poveljstvom so bile vse enote kontinentalne vojske znotraj teritorialnih meja oddelka, pa tudi državne čete in milice – če jih je guverner države sprostil iz nadzora province.

### Taktična organizacija
Vse enote pod poveljstvom oddelčnega poveljnika so bile označene kot armada; zato so bile enote v Severnem oddelku imenovane Severna vojska, v Južnem oddelku Južna vojska, itd. Poveljnik oddelka je lahko bil tudi poveljnik na terenu ali pa je lahko imenoval drugega častnika, da poveljuje enotam na terenu. Glede na velikost vojske je bila lahko razdeljena v krila ali divizije (običajno tri Brigade), ki so bile začasne organizacije in brigade (sestavljenih iz dveh do petih regimentov), ki so dejansko predstavljale trajne organizacije in osnovne taktične enote Kontinentalne vojske.
Pehitni regiment ali polk v Kontinentalni vojski je običajno sestavljalo od 8 do 10 čet, vsaka pod poveljstvom stotnika. Častniki na terenu so običajno vključevali polkovnika, podpolkovnika in majorja. Polkovna ekipa je bila sestavljena iz adjutanta, častnika za oskrbo, kirurga, kirurškega pomočnika, častnika za plačilo in kaplana. Pehotni regimenti so pogosto preprosto imenovali polki ali bataljoni. Bojna moč regimenta je obsegala en sam bataljon s 728 častniki in vpisanimi moškimi pri polnem številu. Konjeniški in topovski regimenti so bili organizirani na podoben način. Četa konjenice se je pogosto imenovala eskadron. Artilerijska četa je vsebovala specializirane vojake, kot so polnilci in merilci. Kontinentalni konjeniški regiment je imel nominalno moč 280 častnikov in mož, vendar je bila dejanska moč običajno manjša od 150 mož in še manj konj.
Pomožne enote so bili civilni ali vojaški mehaniki in rokodelci, zaposleni v vojski, da nudijo storitve. Vključeni so bili kovinarji, mizarji in kolarji.

### Logistična organizacija
Junija 1775 je Drugi kontinentalni kongres ustvaril položaj generala nabave po britanskem vzoru. Njegova naloga je bila odpiranje in vzdrževanje napredovalnih in umikalnih linij, postavljanja taborov in dodeljevanja prostorov. Njegove odgovornosti so vključevale zagotavljanje vojski materiala in zalog, čeprav je dobava orožja, oblačil in živil spadala pod druge oddelke. Prevoz vseh zalog, celo tistih, ki jih zagotavljajo drugi oddelki, je padel pod njegovo pristojnost. Generalni nabavnik je služil z glavno vojsko pod generalom George Washington, vendar je bil neposredno odgovoren kongresu. Namestnike častnikov za nabave je imenoval kongres za službo pri ločenih vojskah in so delovali neodvisno od generalnega nabavnika. Thomas Mifflin je služil kot generalni nabavnik (1775–1776 in 1776–1778), Stephen Moylan (1776), Nathanael Greene (1778–1780) in Timothy Pickering (od 1780).
Kongres je tudi ustvaril položaj generalnega komisar za zaloge in življenjske potrebščine, neposredno odgovornega kongresu z Josephom Trumbullom kot prvim komisarjem. Leta 1777 je kongres delil oddelek na dva, generalni komisar za nakupe s štirimi namestniki in generalni komisar za izdajanja s tremi namestniki. William Buchanan je bil vodja oddelka za nakupe (1777–1778), Jeremiah Wadsworth (1778–1779) in Ephraim Blaine (1779–1781). Leta 1780 je oddelek postal podrejen nadzorniku financ, čeprav je Blaine ohranil svoj položaj. Charles Stewart je služil kot generalni komisar za izdajanje (1777–1782).
Odgovornost za pridobivanje orožja in streliva je sprva padlo na različne odbore kongresa. Leta 1775 je terenska organizacija, ki jo običajno imenujejo vojaška veja komisarstva vojaških zalog, bila odgovorna za distribucijo in oskrbo  na terenu. Leta 1777 je Kongres ustanovil generalnega poveljnika vojaških zalog. Znana kot civilna veja, je bila ta organizacija odgovorna za ravnanje z materiali pod splošnim nadzorom vojne komisije. Kasneje med vojno je bil za inšpekcijo livarn, magazinov, delavnic streliva in terenskega streliva imenovan inšpektor streliva. Julija 1777 je bila vojna komisija pooblaščena za nakup artilerije.
Ohranitev oblačil kontinentalnih vojakov je bila težka naloga in za to je Washington imenoval Jamesa Measa, trgovca iz Philadelfije za generalnega oblačilca. Mease je tesno sodeloval z agenti, ki so jih imenovale posamezne države, da bi kupil oblačila in stvari, kot so kravje kože za izdelavo oblačil in čevljev za vojake. Mease je na koncu odstopil leta 1777 in ogrozil organizacijo Oddelka za oblačila. Potem so bili vojaki Kontinentalne armade pogosto slabo oblečeni, imeli so malo odej in pogosto niso imeli niti čevljev. Problemi z oblačili in čevlji za vojake pogosto niso bili posledica pomanjkanja, temveč organizacije in pomanjkanja prevoza. Da bi se reorganizirali, je bil imenovan Odbor za vojno, da bi uredili dobavno verigo oblačil. V tem času so poiskali pomoč Francije in do konca vojne so oblačila prihajala iz zunanjega naročanja.
Razporeditev denarja za plačilo vojakov in dobaviteljev je bila funkcija glavnega izplačevalca. James Warren je bil prvi nosilec tega urada. Njegov naslednik je bil William Palfrey leta 1776, katerega je nasledil John Pierce Jr. leta 1781.

## Častniki in možje
| Moč Kontinentalne armade | Moč Kontinentalne armade | Moč Kontinentalne armade | Moč Kontinentalne armade |
| Leto                     | Januar                   | Julij                    | December                 |
| ------------------------ | ------------------------ | ------------------------ | ------------------------ |
| 1775                     | -                        | 23 239                   | 21 535                   |
| 1776                     | 15 608                   | 25 606                   | 11 423                   |
| 1777                     | ..                       | ..                       | 25 985                   |
| 1778                     | 20 868                   | 28 638                   | 33 411                   |
| 1779                     | 33 535                   | 26 394                   | 18 700                   |
| 1780                     | 21 261                   | 15 674                   | 8 742                    |
| 1781                     | 6 853                    | 10 265                   | ..                       |
| 1782                     | 10 687                   | 12 392                   | 13 973                   |
| 1783                     | 12 031                   | 2 760 Junij              | -                        |
| Vir:                     | [ 21 ]                   |                          |                          |

Kontinentalna armada je bila pomanjkljiva glede discipline, ki se običajno pričakuje od vojske. Ko so se prvič zbrali je bila ocena, koliko vojakov je imel George Washington, zamujena malo več kot teden dni. Namesto, da bi brez vprašanja ubogali svoje poveljnike in častnike je bila vsaka enota skupnost, ki je demokratično izbrala svoje voditelje. Regimenti so prihajali iz različnih držav in so bili zaradi sestave iz prostovoljcev številčno neenakomerni. Medtem, ko bi to lahko odpravili z dodeljevanjem vojakov, so mnogi imeli prepričanje, ki je izhajalo iz ameriškega republikanskega prepričanja - če so bili ločeni od častnikov, ki so jih izbrali, vojaki niso verjeli, da bi morali služiti. Zanašajoč se na pripravljenost svoje prostovoljne vojske, je moral George Washington žrtvovati to logistično ranljivost v korist kompromisa. 3

Vojaki v Kontinentalni armadi so bili prostovoljci; strinjali so se, da bodo služili v vojski in standardni čas služenja je trajal od enega do treh let. Na začetku vojne so bili časi službe kratki, saj je Kontinentalni kongres strahoval pred možnostjo, da bi se Kontinentalna vojska razvila v stalno vojsko. Vojska nikoli ni štela več kot 48,000 ljudi na splošno in 13,000 vojakov na enem področju. Fluktuacija je predstavljala stalni problem, posebej pozimi 1776–1777, zato so bila odobrena daljša obdobja novačenja. Ker nova država še ni bila popolnoma neodvisna in ni imela denarja, je vlada pristala, da podeli vojakom subvencije, ki bi jih lahko zamenjali za denar. V letih 1781 in 1782 so patriotski uradniki in častniki v južnih kolonijah večkrat izvajali politiko, ki so kot nagrado za rekruterje, ki so uspeli pridobiti določeno število prostovoljcev v Kontinentalni vojski, ponujale sužnje; januarja 1781 je Zbor Virginije sprejel ukrep, ki je napovedal, da bodo prostovoljni vpisani v regimente Virginia Line prejeli "zdravega močnega črnega moškega" kot nagrado.
Častniki Kontinentalne vojske in državnih milic so bili običajno kmetje z občutkom časti in statusa ter ideološko zavezo, da se upirajo politikam Britanske krone. Medtem so se vojaški kadri večinoma sestavljali iz delavskega razreda ali manjšinskih skupin in sicer angleškega, ulsterskega protestantskega ali afriškega porekla. Do četrtine Washingtonove vojske je bilo škotsko-irskega-ulsterskega porekla, mnogi so bili nedavni prišleki in so potrebovali delo. Motivirali so jih specifični pogodbeni dogovori, ki so obljubljali nagrade; redne plače z dobrimi dohodki; hrano, obleko in zdravstveno oskrbo; družbo ter obljubo o lastništvu zemlje po vojni. Do leta 1780 je v Kontinentalni vojski služilo več kot 30.000 moških, vendar je pomanjkanje virov in ustreznega usposabljanja povzročilo smrt več kot 13.000 vojakov. Do leta 1781–1782 so postali grožnje z uporom in dejanski upori resni.
Kontinentalna vojska je bila rasno integrirana, kar je stanje, ki ga vojska ZDA ne bo videla znova do Executive Order 9981 v poznih 1940-ih. Med revolucijo so afriškim ameriškim sužnjem obljubljali svobodo v zameno za vojaško službo tako v Kontinentalni kot britanski vojski. Približno 6.600 ljudi barve - nebelcev (vključno z afriški-ameriškimi, domorodnimi in mešanimi možmi) je služilo v kolonialnih silah in je predstavljalo petino Severne Kontinentalne vojske.
Poleg rednih članov Kontinentalne vojske so bile za kratkoročno vojaško službo dodeljene enote državnih milic, ki so se borile v kampanjah po vsej vojni. Včasih so enote milice delovale neodvisno od Kontinentalne vojske, vendar so lokalne milice pogosto poklicali, da podprejo in dopolnijo redne enote Kontinentalne vojske med kampanjami. Miličniške enote so si pridobile slab sloves zaradi nagnjenosti k prezgodnjemu umiku, kar je general Daniel Morgan vključil v svojo strategijo v Bitki pri Cowpensu in uporabil, da je zavajal Britance leta 1781.
Finančna odgovornost za zagotavljanje plač, hrane, zatočišča, oblačil, orožja in druge opreme za določene enote je bila dodeljena državam kot del ustanavljanja teh enot. Države so se razlikovale v tem, kako dobro so izpolnjevale te obveznosti. Med nadaljevanjem vojne so se nenehno pojavljale težave s financiranjem in morale. To je povzročilo, da je vojska ponudila nizke plače, pogosto pokvarjeno hrano, težko delo, mraz, vročino, slaba oblačila in zatočišče, strogo disciplino ter visoko verjetnost, da postanejo žrtve.

## Operacije
Med obleganjem Bostona junija 1775 je imela Kontinentalna vojska v Cambridge, Massachusetts od 14.000 do 16.000 moških iz Nove Anglije, čeprav je lahko bilo dejansko število tudi tako nizko kot 11.000 zaradi dezertacij. Do prihoda George Washingtona v Cambridge je Kontinentalno vojsko vodil Artemas Ward. Britanska vojska med ameriško revolucionarno vojno v Bostonu se je povečevala s svežimi prihodi in je štela približno 10.000 mož. Britanci so nadzorovali Boston in ga branili s svojo floto, vendar so bili številčno podložni in niso poskušali izpodbijati ameriškega nadzora nad Novo Anglijo. 
Washington je izbral mladega Henry Knoxa, samouka stratega, da prevzame artilerijo iz zapuščene britanskega utrdbe v severnem New York ter jo prenesel preko snega in postavi na hribe okoli Bostona marca 1776. Britanska situacija je bila nevzdržna. Pogajali so se o zapustitvi mesta in premestili svoje sile v Halifax v Kanadi. Washington je premestil svojo vojsko v New York. V naslednjih petih letih sta glavni enoti Kontinentalne in Britanske vojske izvajali kampanje ena proti drugi v New Yorku, New Jerseyju in Pennsylvaniji. Te kampanje so vključevale znane bitke kot so: Bitka pri Trentonu, Bitka pri Princetonu, Brandywinu, Bitka pri Germantownu in Morristownu in druge.
Vojska je povečala svojo učinkovitost in stopnjo uspeha skozi vrsto poskusov in napak, pogosto ob veliki človeški ceni. General Washington in drugi ugledni oficerji so bili ključni voditelji pri ohranjanju enotnosti, učenju in prilagajanju ter zagotavljanju discipline skozi vseh osem let vojne. Pozimi 1777–1778 je z dodatkom Barona von Steubena, pruskega strokovnjaka, usposabljanje in disciplina Kontinentalne vojske drastično nadgrajena na sodobne evropske standarde. To se je zgodilo med zloglasno zimo v Valley Forge. Washington je vedno gledal na vojsko kot na začasno rešitev in si prizadeval ohraniti civilni nadzor nad vojsko, prav tako kot kontinentalni kongres, čeprav so obstajale manjše nesoglasja o tem, kako naj bi to izvajali.
Med svojim obstojem je vojska trpela zaradi slabih logističnih rešitev, nezadostnega usposabljanja, kratkoročnih najemov, meddržavnih rivalstev in nezmožnosti kongresa, da bi prisilil države, da zagotovijo hrano, denar ali zaloge. Na začetku so se vojaki vpisovali za eno leto, večinoma motivirani s patriotskimi čustvi; a ko se je vojna zavlekla, so postale nagrade in druge spodbude bolj pogoste. Velike in manjše vstaje — 56 skupaj — so oslabile zanesljivost dveh glavnih enot proti koncu vojne.
Francozi so igrali odločilno vlogo leta 1781, ko je bila Washingtonova vojska okrnjena z francosko ekspedicijsko silo pod generalom Rochambeaujem in eskadriljo francoske mornarice pod Comte de Barras. S pretvezo svojega premikanja je Washington skupaj s silami premaknil na jug v Virginijo brez, da bi britanski poveljniki v New Yorku to opazili. To je pripeljalo do zajetja glavne britanske invazijske sile na jugu pri Obleganju Yorktowna, kar je privedlo do zmage Američanov in njihovih zaveznikov v kopenski vojni v Severni Ameriki ter zagotovilo neodvisnost.

## Večje bitke
| Žrtve v bitkah kontinentalne vojske | Žrtve v bitkah kontinentalne vojske | Žrtve v bitkah kontinentalne vojske | Žrtve v bitkah kontinentalne vojske | Žrtve v bitkah kontinentalne vojske |
| Leto                                | Mrtvi                               | Ranjeni                             | Ujetniki                            | Manjkajoči                          |
| ----------------------------------- | ----------------------------------- | ----------------------------------- | ----------------------------------- | ----------------------------------- |
| 1775                                | 323                                 | 436                                 | 519                                 | 5                                   |
| 1776                                | 600                                 | 562                                 | 5365                                | 1                                   |
| 1777                                | 1493                                | 2053                                | 2084                                | 38                                  |
| 1778                                | 753                                 | 443                                 | 1212                                | 139                                 |
| 1779                                | 657                                 | 824                                 | 859                                 | 18                                  |
| 1780                                | 984                                 | 1886                                | 4661                                | 9                                   |
| 1781                                | 1003                                | 1454                                | 761                                 | 1216                                |
| 1782                                | 277                                 | 124                                 | 80                                  | 0                                   |
| 1783                                | 0                                   | 1                                   | 1                                   | 0                                   |
| Vir:                                | [ 39 ]                              |                                     |                                     |                                     |

- Obleganje Bostona

- Bitka pri Long Islandu

- Bitka pri Harlem Heights

- Bitka pri Trentonu

- Bitka pri Assunpink Creek

- Bitka pri Princetonu

- Bitka pri Brandywine

- Bitka pri Germantownu

- Bitka pri Saratogi

- Bitka pri Monmouthu

- Obleganje Charlestona

- Bitka pri Camdenu

- Bitka pri Cowpensu

- Bitka pri Guilford Court House

- Bitka pri Yorktownu

## Zimska taborišča
- Longfellow House–Washington's Headquarters National Historic Site, Cambridge, Massachusetts, 1775–1776

- Loantaka Valley, Morristown National Historical Park|Morristown, New Jersey, januar 1777 – maj 1777.[40][41][42][43]

- Valley Forge, Pennsylvania, december 1777 – juni 1778.[44]

- Glavna vojska pri Middlebrook encampment, Middlebrook, New Jersey, december 1778 – juni 1779.[45]

- Glavna vojska topništvo pri Pluckemin Continental Artillery Cantonment Site, Pluckemin, New Jersey, 1778–1789.[46]

- Vzhodna divizija pri Putnam Memorial State Park, Redding Connecticut, 1778–1779.[47]

- Jockey Hollow, Morristown National Historical Park,Morristown, New Jersey, december 1779 – junij 1780.[48][49][50][51]

- West Point, New York, 1780–1781

- Pennsylvania Line pri Jockey Hollow, Morristown National Historical Park, Morristown, New Jersey, 1780–1781.[52][53][54]

- Newburgh, New York, 1781–1782

- Brigada New Jersey pri New Jersey Brigade Encampment Site, Bernardsville, New Jersey, 1781–1782.[54][55][56]

- New Windsor Cantonment State Historic Site, New Windsor, New York, oktober 1782 – junij 1783.[57]

- Washington's Headquarters State Historic Site, Washingtonov glavni štab v Newburgh, New York, 1782–1783.

## Demobilizacija
Majhna preostala sila je ostala pri West Point in nekaterih mejnih postajah, dokler Kongres ni ustvaril stalne vojske s svojo resolucijo 3. junija 1784. Čeprav je Kongres 12. maja zavrnil odločitev o miru, se je dotaknil potrebe po tem, da nekateri vojaki ostanejo na dolžnosti, dokler Britanci ne evakuirajo New Yorka in več mejnih postaj. Delegati so Washingtonu povedali, naj uporablja može vpisane za fiksne roke za popolnitev začasnih garnizonov. Odred teh moških iz West Pointa je ponovno okupiral New York brez incidentov 25. novembra. Kljub temu pa je, ko je Steuben julija poskušal dogovoriti prenos mejnih utrdb z generalmajorjem Frederickom Haldimandom, britanska armada ohranila nadzor nad njimi do devetdesetih let. Ta neuspeh in spoznanje, da je večina preostalih vojakov pehote imeli pogodbe, ki so se iztekle junija 1784, sta Washingtona pripeljala do tega, da je ukazal Knoxu, svojei izbiri za poveljnika vojske v miru, da odpusti vse razen 500 pehotnikov in 100 topnikov, preden se je začela zima. Ti so se ponovno združili kot [1. ameriški regiment pod polkovnikom Henry Jacksonom iz Massachusettsa. Edina topniška enota, Newyorčani pod majorjem Johnom Doughtyem je prišla iz ostankov "2nd Continental Artillery Regiment".
Kongres je 18. oktobra 1783 izdal izjavo, ki je odobrila Washingtonova zmanjšanja. 2. novembra je Washington, takrat v Rockinghamu blizu "Rocky Hill, New Jersey" objavil svoje Ukaz o slovesu, izdanemu Vojski Združenih držav Amerike v philadelphijskih časopisih za nacionalno razdelitev med odpuščenimi vojaki. V sporočilu se je zahvalil častnikom in vojakom za njihovo pomoč in jih spomnil, da "so bili edinstveni posegi Previdnosti v našem šibkem stanju takšni, da bi jih komaj lahko ušli pozornosti najbolj neopaznega; medtem ko je bila neprimerljiva vztrajnost Vojske Združenih držav, skozi skoraj vsako možno trpljenje in odvračanje skoraj osem dolgih let, skoraj nič manj kot čudežno dejanje."
Washington je verjel, da je mešanje oseb iz vsake kolonije v "eno patriotsko bratovščino" bilo pomembno dejanje in je pozval veterane, naj to predanost nadaljujejo v civilnem življenju. Washington se je 4. decembra poslovil od svojih preostalih častnikov v "Fraunces Tavern" v New Yorku. 23. decembra ter opravil govor v Kongresu, ki se je takrat sestajal v Annapolisu: "Ker sem zdaj zaključil delo, ki mi je bilo dodeljeno, se umikam z velikega odra delovanja; in namreč, s prisrčnim slovesom se poslavljam od tega dostojanstvenega telesa, pod čigar ukazi sem tako dolgo deloval, tukaj ponujam svojo komisijo in se poslavim od vseh javnih del." Kongres je končal vojno ameriške neodvisnosti 14. januarja 1784, ko je ratificiral dokončno mirovno pogodbo, ki je bila podpisana v Parizu 3. septembra.

## Vojaški čini

### Čini in plača
Mesečna plača častnikov in vojakov kontinentalne linije, kot jo je določila resolucija Kongresa, ki določa ureditev Kontinentalne vojske 27. maja 1778, ta stopnja plače se je nadaljevala do konca vojne.
| Pehota |                           |               |                           |
| Rang | Plača na mesec (dolarjev) | Rang          | Plača na mesec (dolarjev) |
| Polkovnik | 75                        | Praporščak    | 10                        |
| Podpolkovnik | 60                        | Višji vodnik  | 10                        |
| Major | 50                        | Vodnik        | 10                        |
| Stotnik | 40                        | Veliki Bobnar | 9½                        |
| Nadporočnik | 26 2/3                    | Piščaličar    | 7 1/2                     |
| Poročnik | 26 2/3                    | Bobnar        | 7½                        |
| Podporočnik | 20                        | Desetnik      | 7½                        |
| Kirurg | 60                        | Vojak         | 6 2/3                     |
| Pomočnik kirurga                                                                                                  | 40                        |               |                           |
| Plačniki 20 dolarjev, pomočniki 13 dolarjev, poveljniki 13 dolarjev, poleg njihove plače kot častniki prve vrste. |                           |               |                           |
| Vir: | [ 60 ]                    | [ 60 ]        | [ 60 ]                    |

| Konjeništvo |                           |                  |                           |
| Rang | Plača na mesec (dolarjev) | Rang             | Plača na mesec (dolarjev) |
| Polkovnik | 93 3/4                    | Praporščak       | 15                        |
| Podpolkovnik | 75                        | Vodnik           | 15                        |
| Major | 60                        | Veliki trobentač | 11                        |
| Kapetan | 50                        | Trobentač        | 10                        |
| Poročnik | 33 1/3                    | Desetnik         | 10                        |
| Kornet | 26 2/3                    | Dragonec         | 8 1/3                     |
| Kirurg | 60                        | Sedlar           | 10                        |
| Kirurški pomočnik                                                                                                 | 40                        | Podkovalec konj  | 10                        |
| Učitelj jahanja                                                                                                   | 33 1/3                    |                  |                           |
| Plačniki 25 dolarjev, pomočniki 15 dolarjev, poveljniki 15 dolarjev, poleg njihove plače kot častniki prve vrste. |                           |                  |                           |
| Vir: | [ 60 ]                    | [ 60 ]           | [ 60 ]                    |

| Topništvo |                           |                    |                           |
| Rang | Plača na mesec (dolarjev) | Rang               | Plača na mesec (dolarjev) |
| Polkovnik | 100                       | Praporščak         | 11 23/90                  |
| Podpolkovnik | 75                        | Višji vodnik       | 11 23/90                  |
| Major | 62½                       | Veliki bobnar      | 10 33/90                  |
| Stotnik | 50                        | Bobnar             | 10 33/90                  |
| Nadporočnik | 33 1/3                    | Vodnik             | 10                        |
| Prvi poročnik | 33 1/3                    | Merilec            | 9                         |
| Drugi poročnik | 33 1/3                    | Desetnik           | 9                         |
| Kirurg | 75                        | Strelec            | 8 2/3                     |
| Kirurški pomočnik                                                                                                 | 50                        | Bobnar, piščaličar | 8 2/3                     |
| |                           | Pomočnik           | 8 1/3                     |
| Plačniki 25 dolarjev, pomočniki 16 dolarjev, poveljniki 16 dolarjev, poleg njihove plače kot častniki prve vrste. |                           |                    |                           |
| Vir: | [ 60 ]                    | [ 60 ]             | [ 60 ]                    |

| Inženirji |                           |          |                           |
| Rang | Plača na mesec (dolarjev) | Rang     | Plača na mesec (dolarjev) |
| Stotnik | 50                        | Vodnik   | 10                        |
| Poročnik | 33 1/3                    | Desetnik | 9                         |
| |                           | Vojak    | 8 1/3                     |
| Pomočnik 24 dolarjev, nabavnik 24 dolarjev, brigadni nabavnik 15 dolarjev, poleg njihove plače kot častniki prve vrste. |                           |          |                           |
| Vir: | [ 60 ]                    | [ 60 ]   | [ 60 ]                    |

| Vojaška policija |                           |                  |                           |
| Rang             | Plača na mesec (dolarjev) | Rang             | Plača na mesec (dolarjev) |
| Stotnik          | 50                        | Vodnik           | 15                        |
| Poročnik         | 33 1/3                    | Trobentač        | 10                        |
| Referent         | 33 1/3                    | Vojaški policist | 8 1/3                     |
|                  |                           | Rabelj           | 10                        |
| Vir:             | [ 60 ]                    | [ 60 ]           | [ 60 ]                    |

### Oznake rankov
Med Ameriško revolucionarno vojno je Kontinentalna armada sprva nosila trake, kokarde in epolete različnih barv kot ad hoc obliko insignij ranka, kot je leta 1775 zapisal general George Washington:
"Ker Kontinentalna armada žal nima uniform v letu 1775, kar zato prinaša številne nevšečnosti, ker ni mogoče razlikovati med pooblaščenimi častniki in vojaki, si želimo, da bi bila takoj zagotovljena kakšna oznaka razločnosti; na primer, da bi imeli poljski častniki rdeče ali rožnate kokarde v svojih klobukih, stotniki rumene ali svetlo rjave, in mlajši častniki zelene."
Leta 1776 so morali stotniki imeti svetlo rjave ali bele kokarde.
Oznake činov v letu 1775
|           | Generalni častniki            | Generalni častniki | Generalni častniki | Generalni častniki | Poljski častniki               | Mlajši častniki | Mlajši častniki | Vojaški čini | Vojaški čini |
| --------- | ----------------------------- | ------------------ | ------------------ | ------------------ | ------------------------------ | --------------- | --------------- | ------------ | ------------ |
| Naslov    | General in Commander-in-chief | General major      | General brigadir   | Pribočnik          | Polkovnik, Podpolkovnik, Major | Stotnik         | Poročnik        | Vodnik       | Desetnik     |
| Insignija |                               |                    |                    |                    |                                |                 |                 |              |              |
| Vir:      |                               |                    |                    |                    |                                |                 |                 |              |              |

Kasneje v vojni je Kontinentalna armada vzpostavila svojo uniformo z črno-belo kokardo med vsemi ranki. Inštruktorji so imeli srebrne insignije, ostale veje pa zlate.
Oznake činov v letu 1780
|         | Generalni častniki | Generalni častniki | Generalni častniki | Poljski častniki | Poljski častniki | Poljski častniki | Mlajši častniki | Mlajši častniki | Vojaški čini | Vojaški čini | Vojaški čini | Vpoklicani vojaki |
| ------- | ------------------ | ------------------ | ------------------ | ---------------- | ---------------- | ---------------- | --------------- | --------------- | ------------ | ------------ | ------------ | ----------------- |
| Naslov  | Commander-in-chief | General major      | General brigadir   | Polkovnik        | Podpolkovnik     | Major            | Stotnik         | Mlajši častnik  | Višji vodnik | Vodnik       | Desetnik     | Vpoklicani vojak  |
| Oznaka  |                    |                    |                    |                  |                  |                  |                 |                 |              |              |              | No insignia       |
| Source: |                    |                    |                    |                  |                  |                  |                 |                 |              |              |              |                   |